# Grauholztunnel
Der Grauholztunnel ist ein 6295 Meter langer, doppelspuriger Eisenbahntunnel nordöstlich der Stadt Bern und Teil der 1995 eröffneten Grauholzlinie der Schweizerischen Bundesbahnen (SBB).
Die Grauholzlinie (seltener als Neubaustrecke Löchligut–Mattstetten bezeichnet) ist ein Teil der Bahnstrecke Olten–Bern. Die Strecke entlastet das Nadelöhr Bern-Zollikofen der Stammlinien nach Burgdorf und Biel. Sie beginnt an der kreuzungsfreien Verzweigung Löchligut und geht dann in den Grauholztunnel über. An dessen anderem Ende führte sie zwischen 1995 und 2004 bei Mattstetten wieder auf die Stammlinie Bern–Olten. Seit 2004 befindet sich dort die kreuzungsfreie Verzweigung Äspli, die in gerader Weichenstellung auf die Neubaustrecke Mattstetten–Rothrist führt.

Der Tunnel liegt zum grössten Teil in einer langgezogenen S-Kurve.

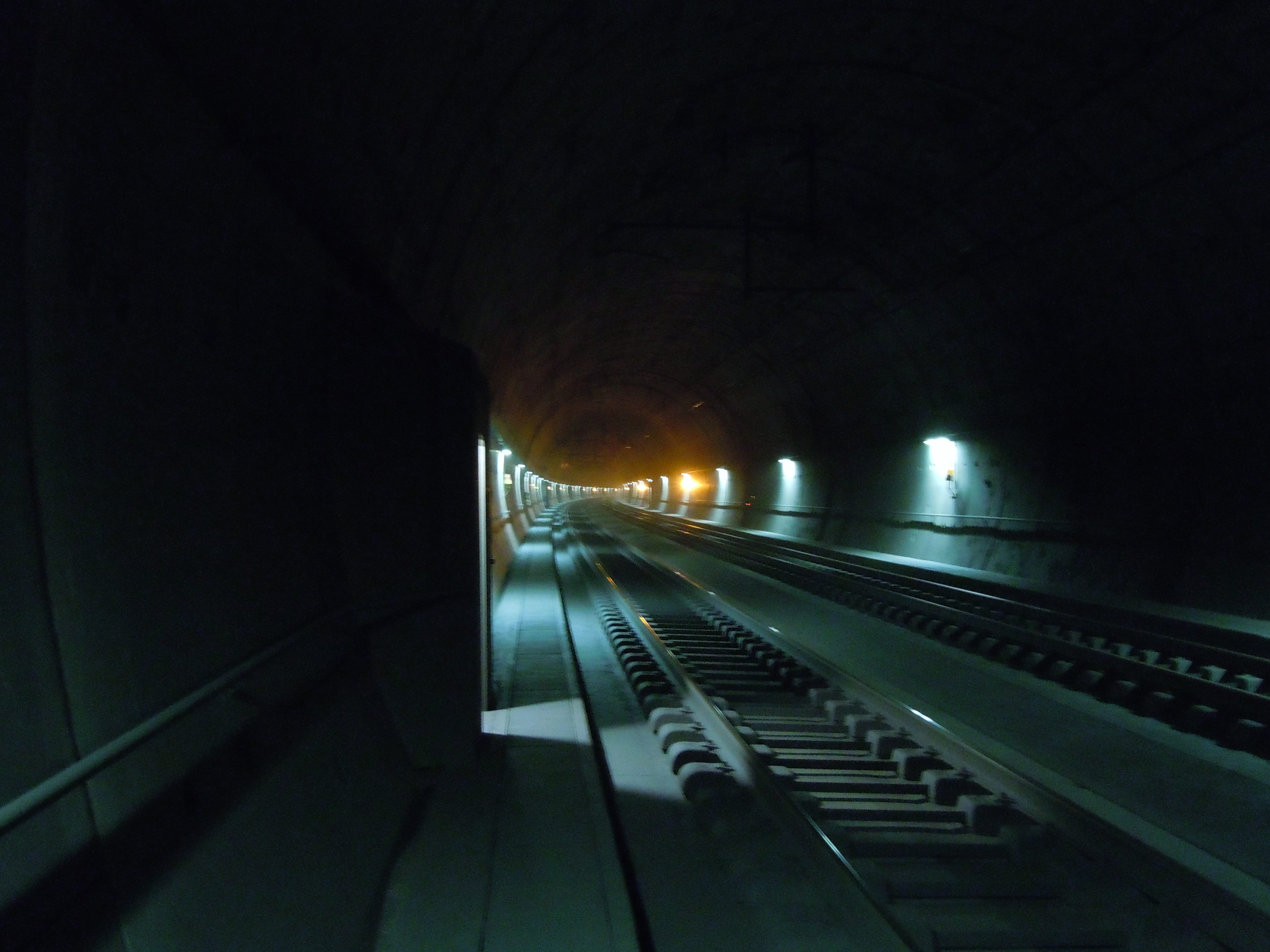
Tunnelmitte mit eingeschalteter Beleuchtung

 Er unterquert den geschichtsträchtigen bewaldeten Höhenzug des Grauholz, wo 1798 die bernischen Verteidiger gegen die französischen Truppen kapitulieren mussten, die kurz darauf die Stadt Bern einnahmen.